# にっぽん歴史街道
『にっぽん歴史街道』（にっぽんれきしかいどう）は2010年4月にスタートした、BS-TBSで放送されている紀行・教養番組である。日本の街道に残る、建築や旧家、職人、食文化などを紹介している。ひとつの街道全部を紹介することは少なく、街道の一部を取材している。
時々、ナレーターを務める歌舞伎役者の中村勘太郎本人が出演することがある。
2012年2月2日に、ナレーター中村勘太郎が六代目中村勘九郎を襲名。以降、中村勘九郎表記へ変わった。
2012年9月27日をもって番組終了したが、2012年10月より、水曜よる8時放送の「美しい日本に出会う旅」へリニューアルすることが発表された。

## テーマ曲
- 沖仁　オープニングテーマ『Viajero 〜旅立ちの日〜』

　　　　　　エンディングテーマ『My way 〜Mi camino〜』
2011年に発表されたアルバム『Concierto 〜魂祭〜』に2曲共に収録されているが、番組で使用されているバージョンとはやや異なる。

## ラインナップ
|    | 放送日         | 街道                        | 副題                                    | 備考           |
| -- | -------------- | --------------------------- | --------------------------------------- | -------------- |
| 1  | 2011年4月7日   | 熊野古道                    | 海の絶景を巡る参詣道                    |                |
| 2  | 2011年4月14日  | 日田往還・中津街道          | 豪商が築いた天領への                    |                |
| 3  | 2011年4月21日  | 湖（うみ）の北国街道        | 江姫が駆け抜けた戦国の道                |                |
| 4  | 2011年4月28日  | 萩往還                      | 幕末の志士が越えた道                    |                |
| 5  | 2011年5月5日   | 下田街道                    | 黒船の見た開国の道                      |                |
| 6  | 2011年5月12日  | 奈良街道 竜田越え           | 聖徳太子が歩いた渡来の道                |                |
| 7  | 2011年5月19日  | 伊那街道                    | 馬と旅した桜の道                        |                |
| 8  | 2011年5月26日  | 伊勢街道                    | 江戸の憧れ“お伊勢参り”の道              |                |
| 9  | 2011年6月2日   | 中山道・木曽路              | 宿場をたどる峠の道                      |                |
| 10 | 2011年6月9日   | 西国街道                    | 京都からたどる忠臣蔵の道                | 中村勘太郎出演 |
| 11 | 2011年6月16日  | 唐津街道                    | 玄界灘をのぞむ海の道                    |                |
| 12 | 2011年6月23日  | 京都ちりめん街道            | 海の美景と雅なる絹の道                  |                |
| 13 | 2011年6月30日  | 山陰道・出雲路              | 神々が集う縁結びの道                    |                |
| 14 | 2011年7月7日   | 角館街道                    | みちのくの小京都をたどる道              |                |
| 15 | 2011年7月14日  | 日光例幣使街道              | 公家が旅した二百年の道                  |                |
| 16 | 2011年7月21日  | 阿波藍街道                  | 青きうず潮とうだつの道                  |                |
| 17 | 2011年7月28日  | 秩父路                      | 涼がつつむ山の巡礼道                    |                |
| 18 | 2011年8月4日   | 加賀百万石の道              | 飛騨高山から金沢へ                      | 中村勘太郎出演 |
| 19 | 2011年8月11日  | 加賀百万石の道              | うるわしの金沢 美の秘密を求めて         | 中村勘太郎出演 |
| 20 | 2011年8月18日  | 東海道・鈴鹿越え            | 日本一のにぎわいの道                    |                |
| 21 | 2011年8月25日  | 京都・鞍馬街道              | 伝説が眠る深山の道                      |                |
| 22 | 2011年9月1日   | 羽州街道                    | 津軽モダンの息づく道                    |                |
| 23 | 2011年9月8日   | 長崎街道                    | 異国の風が薫る道                        |                |
| 24 | 2011年9月15日  | 美濃・郡上街道              | 和の美でつなぐ清流の道                  |                |
| 25 | 2011年9月22日  | 能登路                      | 日本海の絶景と匠を巡る道                |                |
| 26 | 2011年9月29日  | 松前街道                    | 夢と渡った北の道                        |                |
| 27 | 2011年10月6日  | 山陽道                      | 龍馬と篤姫が歩いた瀬戸内の道            |                |
| 28 | 2011年10月13日 | 大和街道                    | 紀伊国 安らぎの里をゆく                 |                |
| 29 | 2011年10月20日 | 奥州街道                    | 伊達みちのく黄金の道                    |                |
| 30 | 2011年10月27日 | 薩摩街道                    | 南国に出会う潮風の道                    |                |
| 31 | 2011年11月3日  | 東海道 駿河路               | 家康が愛した絶景・富士の道              |                |
| 32 | 2011年11月10日 | 羽州街道 出羽路             | 芭蕉と歩く紅葉の道                      |                |
| 33 | 2011年11月17日 | 千国街道                    | 北アルプスを望む塩の道                  |                |
| 34 | 2011年11月24日 | 愛媛大洲街道                | 三大名城うるわしの道                    |                |
| 35 | 2011年12月1日  | 羽州浜街道                  | 江戸と上方が出会う庄内の道              |                |
| 36 | 2011年12月8日  | 東海道 箱根越え             | 北斎とゆく富嶽絶景の道                  |                |
| 37 | 2011年12月15日 | 会津西街道                  | 会津魂が守るぬくもりの道                |                |
| 38 | 2011年12月22日 | 上州姫街道                  | 近代日本を支えた絹の道                  |                |
| 39 | 2011年12月29日 | 平戸街道                    | 島々が織りなす絶景の道                  |                |
| 40 | 2012年1月5日   | 新春2時間拡大スペシャル     | 勘太郎とゆく 東海道五十三次の旅         | 中村勘太郎出演 |
| 41 | 2012年1月12日  | 金毘羅街道                  | 心弾む こんぴら参りの道                 |                |
| 42 | 2012年1月19日  | 宮崎 日向街道               | 神話が宿る海と太陽の道                  |                |
| 43 | 2012年1月26日  | 善光寺街道                  | 冬の信州 古寺詣での道                   |                |
| 44 | 2012年2月2日   | 京街道                      | 美を極めた天下の商都                    | 中村勘九郎出演 |
| 45 | 2012年2月9日   | 京街道                      | 天下人が憧れた千年の都                  | 中村勘九郎出演 |
| 46 | 2012年2月16日  | 羽州街道 秋田道             | 不思議を秘めた雪国の道                  |                |
| 47 | 2012年2月23日  | 甲州街道                    | 江戸からはじまる守りの道                |                |
| 48 | 2012年3月1日   | 高知 土佐浜街道             | 黒潮薫る美食とお遍路の道                |                |
| 49 | 2012年3月8日   | 山陽道                      | 商人の夢結ぶ瀬戸内の道                  |                |
| 50 | 2012年3月15日  | 川越街道                    | 小江戸へつづく実りの道                  |                |
| 51 | 2012年3月22日  | 東海道 姫街道               | 浜名湖名物と姫君の道                    |                |
| 52 | 2012年3月29日  | 三国街道                    | 雪国めぐる湯けむりの道                  |                |
| 53 | 2012年4月5日   | 山陽道                      | 世界遺産・厳島神社へ 瀬戸内の美食めぐり |                |
| 54 | 2012年4月12日  | 日光街道                    | 職人の技息づく参詣道                    |                |
| 55 | 2012年4月19日  | 奈良 下ツ道                 | 古都をつなぐ飛鳥うるわしの道            |                |
| 56 | 2012年4月26日  | 房総往還                    | 江戸の粋と漁師魂が出会う道              |                |
| 57 | 2012年5月3日   | 街道小京都散歩              | 京への憧れを運んだ道                    | 中村勘九郎出演 |
| 58 | 2012年5月10日  | 山陰道 鳥取の道             | ふしぎ巡り 大山への道                   |                |
| 59 | 2012年5月17日  | 中山道・美濃路              | 美しき里の宿場町をゆく                  |                |
| 60 | 2012年5月24日  | 街道聖地めぐり              | 祈りと物見遊山の道                      |                |
| 61 | 2012年5月31日  | 極上の休日が待つ道          | 京都・奈良・金沢                        |                |
| 62 | 2012年6月7日   | 東海道 琵琶湖から京都へ     | 美しき水めぐりの旅                      |                |
| 63 | 2012年6月14日  | 出羽三山めぐり 六十里越街道 | 山形から神秘の山々へ                    |                |
| 64 | 2012年6月21日  | 水戸街道                    | 黄門さまが歩いた花咲く水の道            |                |
| 65 | 2012年6月29日  | 島原街道と天草路            | 海辺の教会と名湯の道                    |                |
| 66 | 2012年7月5日   | 中村勘九郎の浅草散歩        | お江戸名所めぐりの旅                    | 中村勘九郎出演 |
| 67 | 2012年7月12日  | 信州越後・谷街道            | 小布施からはじまる名湯の道              |                |
| 68 | 2012年7月19日  | 天空の道                    | 飛騨高山から上高地へ                    |                |
| 69 | 2012年7月26日  | 青森の"涼"景 奥州街道       | 夏の奥入瀬・十和田湖へ                  |                |
| 70 | 2012年8月2日   | 納涼街道めぐり              | 日本の涼に出会う旅                      | 中村勘九郎出演 |
| 71 | 2012年8月9日   | 中山道・信濃路              | 軽井沢から諏訪湖へ                      |                |
| 72 | 2012年8月16日  | 紀州・龍神街道              | 徳川家が愛した名湯へ                    |                |
| 73 | 2012年8月23日  | 三州街道 岡崎から足助へ     | 古き町並みたどる塩の道                  |                |
| 74 | 2012年8月30日  | 富士山 御坂みち             | 美しき霊峰と神秘の湖をゆく              |                |
| 75 | 2012年9月6日   | 勘九郎の鎌倉散歩            | 古都をめぐる湘南の旅                    | 中村勘九郎出演 |
| 76 | 2012年9月13日  | 梼原街道 龍馬・脱藩の道     | 土佐の絶景をゆく                        |                |
| 77 | 2012年9月20日  | 会津街道                    | 裏磐梯 蔵町と秘湯を巡る                 |                |
| 78 | 2012年9月27日  | 佐渡 黄金の道               | 日本海に浮かぶ宝の島                    |                |